# ناحیه لبنان، میشیگان
ناحیه لبنان (به انگلیسی: Lebanon Township) یک منطقهٔ مسکونی در ایالات متحده آمریکا است که در شهرستان کلینتون، میشیگان واقع شده‌است.
 ناحیه لبنان ۹۱٫۷ کیلومتر مربع مساحت و ۶۰۵ نفر جمعیت دارد و ۱۹۷ متر بالاتر از سطح دریا واقع شده‌است.